# Werner Otto
Werner Otto (né le 15 avril 1948 à Dresde) est un coureur cycliste est-allemand. Avec Hans-Jürgen Geschke, il a notamment été champion du monde de tandem en 1969 et 1971 et médaillé d'argent de cette discipline aux Jeux olympiques de 1972. Il a ensuite été entraîneur au SC Dynamo Berlin de 1974 à 1991.

## Palmarès

### Jeux olympiques
- Mexico 1968
  - 5e du tandem
- Munich 1972
  -  Médaillé d'argent du tandem

### Championnats du monde
- 1969
  -  Champion du monde de tandem (avec Hans-Jürgen Geschke)
- 1970
  -  Médaillé d'argent du tandem
- 1971
  -  Champion du monde de tandem (avec Hans-Jürgen Geschke)
- 1973
  -  Médaillé de bronze du tandem

### Championnats nationaux
- Champion de RDA du tandem en 1968, 1969, 1970, 1971 avec Hans-Jürgen Geschke